# Rio Tarauacá
Le rio Tarauacá est une rivière brésilienne qui baigne les États d'Acre et d'Amazonas. C'est le principal affluent (en rive droite) du rio Juruá. Sa longueur est de 590 km (650 km depuis la source de son grand affluent le rio Envira). Il draine un bassin de 53 900 km2, et son débit moyen est de 1 700 m3/s.

## Géographie
La rivière prend sa source près de la frontière avec le Pérou, sur le territoire indigène d'Alta Tarauacá. Elle arrose les municipalités de Jordão et Tarauacá dans l'Acre et d'Envira et d'Eirunepé dans l'Amazonas.